# Verenigd Koninkrijk op het Eurovisiesongfestival 2022
Het Verenigd Koninkrijk nam deel aan het Eurovisiesongfestival 2022 in Turijn, Italië. Het was de 63ste deelname van het land aan het Eurovisiesongfestival. De BBC was verantwoordelijk voor de Britse bijdrage voor de editie van 2022.

## Selectieprocedure
De Britse openbare omroep maakte op 20 oktober 2021 bekend te zullen deelnemen aan de volgende editie van het Eurovisiesongfestival. De volgende dag werd de selectieprocedure bekendgemaakt. Hierbij gaf de omroep aan dat de Britse inzending via een interne selectie zal worden geselecteerd. De BBC gaat een samenwerking aan met TaP Music. Zij gingen samen met de BBC op zoek gaan naar de inzending voor Rotterdam. Ook werd er samengewerkt met BBC Radio 1's breakfast show with Greg James om een act te kiezen.
Op 10 maart 2022 onthulde Scott Mills tijdens BBC Radio 1's breakfast show with Greg James dat Sam Ryder was gekozen met het nummer Space Man om het Verenigd Koninkrijk op het Eurovisiesongfestival te vertegenwoordigen.

## In Turijn
Als lid van de vijf grote Eurovisielanden mocht het Verenigd Koninkrijk rechtstreeks aantreden in de grote finale, op zaterdag 14 mei 2022. In de grote finale wist Sam Ryder met de zilveren medaille de beste notering voor het Verenigd Koninkrijk te halen sinds 1998. Hij was de absolute favoriet bij de jury's met 283 punten waaronder acht keer het maximum. Bij de kijkers thuis werd het land vijfde.
1957 · 1958 · 1959 · 1960 · 1961 · 1962 · 1963 · 1964 · 1965 · 1966 · 1967 · 1968 · 1969 · 1970 · 1971 · 1972 · 1973 · 1974 · 1975 · 1976 · 1977 · 1978 · 1979 · 1980 · 1981 · 1982 · 1983 · 1984 · 1985 · 1986 · 1987 · 1988 · 1989 · 1990 · 1991 · 1992 · 1993 · 1994 · 1995 · 1996 · 1997 · 1998 · 1999 · 2000 · 2001 · 2002 · 2003 · 2004 · 2005 · 2006 · 2007 · 2008 · 2009 · 2010 · 2011 · 2012 · 2013 · 2014 · 2015 · 2016 · 2017 · 2018 · 2019 · 2020 · 2021 · 2022 · 2023 · 2024 · 2025
Albanië · Armenië · Australië · Azerbeidzjan · België · Bulgarije · Cyprus · Denemarken · Duitsland · Estland · Finland · Frankrijk · Georgië · Griekenland · Ierland · IJsland · Israël · Italië · Kroatië · Letland · Litouwen · Malta · Moldavië · Montenegro · Nederland · Noord-Macedonië · Noorwegen · Oekraïne · Oostenrijk · Polen · Portugal · Roemenië · San Marino · Servië · Slovenië · Spanje · Tsjechië · Verenigd Koninkrijk · Zweden · Zwitserland